# Stephan Christ

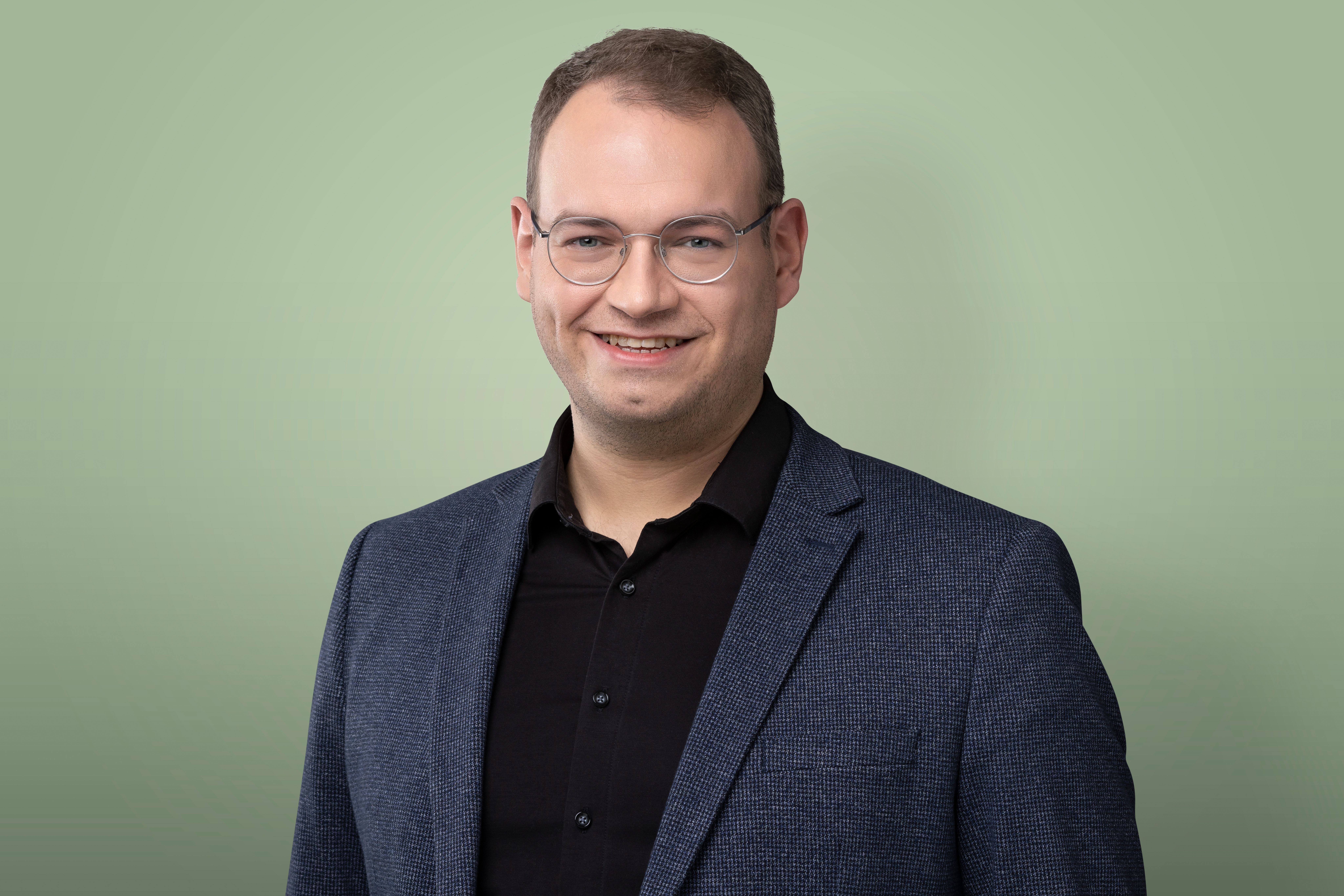
Stephan Christ (2023)

Stephan Christ (* 13. Januar 1991 in Cloppenburg) ist ein deutscher Politiker (Bündnis 90/Die Grünen). Seit 2022 ist er Abgeordneter des Niedersächsischen Landtags.

## Leben
Christ wuchs in Cloppenburg auf und legte 2010 das Abitur am dortigen Clemens-August-Gymnasium ab. Anschließend studierte er Chemie, Physik und später zusätzlich Musik auf Gymnasiallehramt an der Carl von Ossietzky Universität Oldenburg. Er schloss das Studium 2013 mit dem Bachelor of Science ab. Von 2015 bis 2017 unterrichtete er an der Oberschule Marienschule in Cloppenburg. Nebenberuflich absolvierte er eine Ausbildung zum Organisten und Chorleiter. Von 2019 bis 2021 war er als Mitarbeiter für die Europaabgeordnete Viola von Cramon-Taubadel tätig. Von 2021 bis zu seiner Wahl in den Landtag 2022 war er Mitarbeiter des Landtagsabgeordneten Hans-Joachim Janßen und Kirchenmusiker der Kirchengemeinde St. Andreas in Cloppenburg.
Christ ist römisch-katholisch. Von 2017 bis 2020 war er Vorsitzender des Bundes der Deutschen Katholischen Jugend im Landesverband Oldenburg.

## Politik
Christ ist seit 2013 Mitglied von Bündnis 90/Die Grünen und der Grünen Jugend. Seit 2021 ist er Mitglied des Kreistags des Landkreises Cloppenburg und war bis 2022 Vorsitzender der dortigen Kreistagsfraktion.
Christ kandidierte bei der Landtagswahl in Niedersachsen 2017 und bei der Landtagswahl in Niedersachsen 2022 im Wahlkreis Cloppenburg. Bei der Landtagswahl 2017 verfehlte er den Einzug in den Landtag. Bei der Landtagswahl 2022 zog er über Platz 16 der Landesliste der Grünen in den Landtag ein.